# موهلبک
موهلبک (به آلمانی: Mühlbeck) یک منطقهٔ مسکونی در آلمان است که در Muldestausee واقع شده‌است. موهلبک ۹۵۰ نفر جمعیت دارد.